# 佩塔尔·克雷希米尔四世
佩塔尔·克雷希米尔四世（大王）（？—1074/1075年），克罗地亚和达尔马提亚国王，1059年至1074年（一说1075年）在位。
克雷希米尔四世在位期间，克罗地亚的疆域达到最大。他也因此被誉为大王，也是克罗地亚历史唯一被誉为大王的君主。

## 生平

### 早年

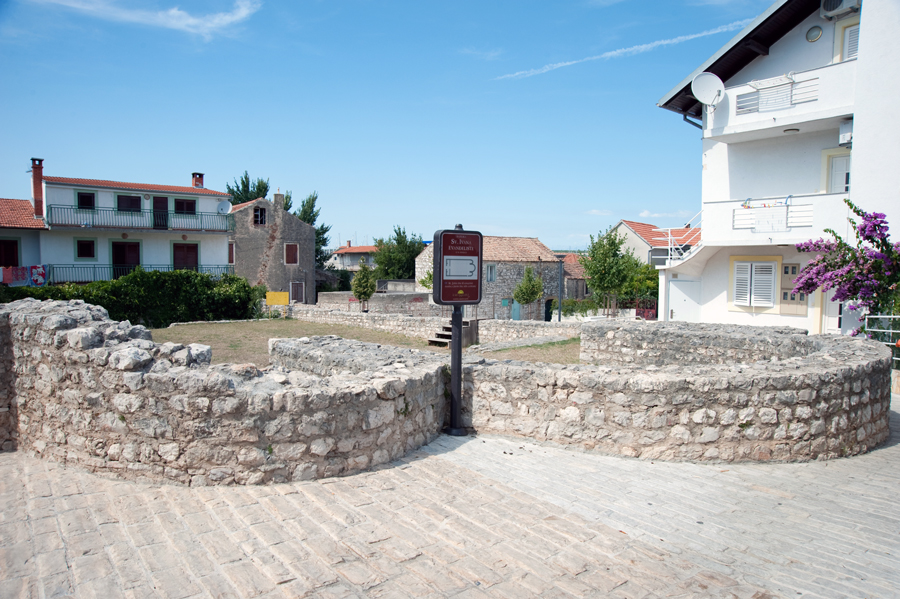
比奥格勒纳莫鲁圣史若望修道院遗址

佩塔尔·克雷希米尔的父亲是国王斯捷潘一世，母亲希切拉·奥尔塞奥洛（Hicela Orseolo）是威尼斯总督彼得罗二世·奥尔塞奥洛之女。
1058年，斯捷潘一世逝世，他即位成为佩塔尔·克雷希米尔四世，并在次年加冕。即位之初，他继续实行父王的政策。1060年，应罗马教宗尼各老二世的要求，克雷希米尔四世改革教会礼仪，改行罗马礼，用拉丁文禮拜，教士必須守出家戒，不近女色，剃髮刮鬍。克罗地亚因而成为罗马教廷于东西教会大分裂之后，在巴尔干半岛亟需的盟友。然而这一改革却没有得到下层贵族和农民的支持，教士仍然遵循拜占庭礼，依然娶妻生子，保持鬚髮，各個教堂布道仍使用古教会斯拉夫语，没有改用拉丁语。1063年，反对罗马礼的教士发动叛乱。1064年，在克雷希米尔支持下，反叛的教士被划为异端並處以破門律。克雷希米尔也很快平息了叛乱。他坚持亲罗马的立场，这也和他希望同化达尔马提亚人有关。同时，他也可以借此抑制地方公侯的势力。克雷希米尔的政策十分有效，到他离世时，克罗地亚社会已经适应西欧封建制度，同时达尔马提亚人也和克罗地亚国家建立了緊密联系。
比奧格勒納莫魯、尼恩、希贝尼克、斯克拉丁等城市在克雷希米尔时代发展很快，城市带来的收入也令克雷希米尔的权力大大加强。他在全国多地建立修道院，如在比奥格勒建造了圣史若望修道院（1060年）和圣多默修道院（约1066年）两所本笃会修道院，还向教会捐赠大量土地。1066年，贵族妇女齐卡在扎达尔建立圣玛利亚堂，得到克雷希米尔大力资助。同年他将侄子斯捷潘二世封为克罗地亚公爵，为王储。
1067年，卡尔尼奥拉边境侯乌尔里希一世入侵王国北部，占据了克瓦内尔湾沿岸和伊斯特拉半岛东岸的一部分土地。克雷希米尔四世当时正忙于达尔马提亚的宗教改革事务，这些领地由德米塔尔·兹沃尼米尔率军收复。

### 领土政策

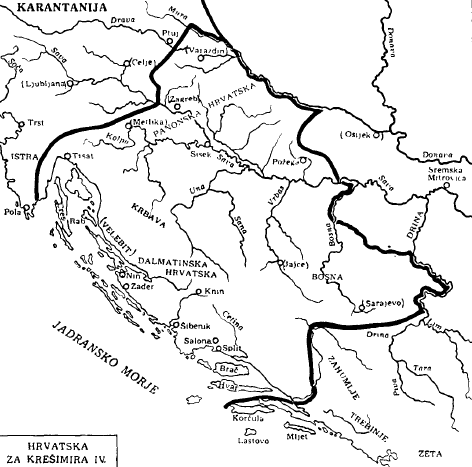
克雷希米尔四世统治期间的克罗地亚疆域

克雷希米尔统治期间，高等头衔“班”的阶层有所扩大。1067年，第一次有文献提及多个班的存在，已知在这时，斯拉沃尼亚便是“班”的封地，当时的班是德米塔尔·兹沃尼米尔，他在后来继承了克雷希米尔的王位。1069年，他将马温岛捐献给扎达尔的圣克尔舍万（St. Krševan）修道院，以感谢其“蒙全能的主的恩典，扩展了王国的陆地和海洋疆土”（拉丁語：quia Deus omnipotens terra marique nostrum prolungavit regnum）；不过在文献中发现，他曾将马温岛称为“我们的达尔马提亚海上的我们自己的岛”（nostram propriam insulam in nostro Dalmatico mari sitam, que vocatur Mauni）。
1070年，有传言说克雷希米尔杀害了自己的兄弟戈伊斯拉夫（Gojslav）。戈伊斯拉夫是当时统治克罗地亚的“班”。教宗历山二世特地派代表团询问戈伊斯拉夫的死因，克雷希米尔率12位地方总督（Župan，朱潘）发誓自己并非凶手，令教宗信服。他任命德米塔尔·兹沃尼米尔继任克罗地亚班，并且命他担任自己的首席顾问，将他封为克罗地亚公爵。

### 和拜占庭及诺曼人的关系
1069年，克雷希米尔要求拜占庭承认其在达尔马提亚部分领地的统治地位。拜占庭曾在997年克罗地亚发生内乱后占据了当地部分领土。当时，拜占庭正同时在亚洲和南意大利分别和塞尔柱人及诺曼人交战，克雷希米尔的要求得到满足。同时，他也成为名副其实的“克罗地亚和达尔马提亚国王”（regnum Dalmatiae et Chroatia）。尽管这并非正式的君王头衔，在政治上真正统一两地也是历代克罗地亚国王的一大夙愿。
克雷希米尔统治期间，南意大利的诺曼人开始插手巴尔干的政治，和克雷希米尔有所往来。1071年曼齐刻尔特战役后，马其顿地区的波雅尔贵族发动叛乱，据信是杜克利亚人、塞尔维亚人等斯拉夫人煽动。1072年，克雷希米尔被指为该叛乱提供支持。1075年，特拉尼伯爵、诺曼领袖皮埃龙二世率军入侵达尔马提亚的克罗地亚领地，这很可能得到了教宗的支持——当时教宗在克罗地亚的宗教事务方面和克雷希米尔有所分歧。乔维纳佐伯爵阿米科率军围攻拉布岛，围攻持续了将近一个月（4月14日至5月初），以诺曼人的失败告终；不过诺曼人在5月9日攻占了茨雷斯岛，克雷希米尔被俘。为换取自由，克雷希米尔被迫割让了都城宁城和比奥格勒，以及扎达尔、斯普利特、特罗吉尔等重镇；茨雷斯主教还收集了大笔赎金。尽管如此，克雷希米尔依旧未获释放。在接下来的两年中，威尼斯人将诺曼人驱逐，并将这些领土占为己有。

### 逝世

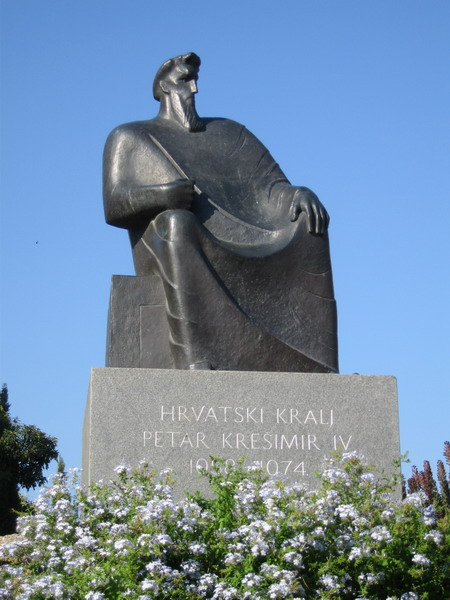
希贝尼克的克雷希米尔塑像

有说法称克雷希米尔在1075年上半年死于诺曼人的囚牢，此说法仍有争议。
克雷希米尔没有男嗣，克罗地亚公爵德米塔尔·兹沃尼米尔最终继承王位。17世纪历史学家伊万·卢契奇称，一个名为斯拉瓦茨（Slavac）的人在1074年篡位，并短暂在位一年。
克雷希米尔葬于索林的圣斯捷潘教堂。奥斯曼土耳其人在数百年后摧毁了该教堂，其陵寝也被捣毁。

## 后世影响
克雷希米尔将达尔马提亚沿岸城市纳入疆域，令克罗地亚的疆土达至巅峰。一些学者将他誉为克罗地亚历史上最伟大的统治者之一。历史学家托马·阿尔希贾孔在其著作《萨洛尼塔纳史》（Historia Salonitana）中将他誉为克雷希米尔大王。1066年，即克雷希米尔统治期间，第一次有文献提及希贝尼克这一城市，因此现今认为该城市的建立者就是克雷希米尔，同时希贝尼克也是克雷希米尔的居留地之一。希贝尼克在今日也被称为“克雷希米尔城”（Krešimirov grad）。城内修有其塑像，城中一些学校以克雷希米尔命名。
克罗地亚海军的一艘国王级（Kralj-class）导弹艇RTOP-11以克雷希米爾命名为“佩塔尔·克雷希米尔四世号”。

## 延伸阅读
- Ferdo Šišić, Povijest Hrvata u vrijeme narodnih vladara, 1925, Zagreb ISBN 86-401-0080-2